# Camuflaje (canción)
«Camuflaje o también conocida como Ella es un Camuflaje, Es una canción del dúo puertorriqueño de Reggaeton, Alexis y Fido.
El sencillo fue publicado en 2011, como parte del disco Perreología, siendo este el quinto álbum de su colección.
Esta canción rápidamente se convirtió en la canción más popular de su disco, y en general de toda su carrera, llegando hasta al número 1 en países como Colombia, Chile y República Dominicana, y el número 10 en Estados Unidos en el Hot Latin Ranking.

## Origen
La canción habla sobre una chica bella que con excelente porte y físico, Pero que por dentro se sentía demasiado vacía, y eso la obligaba a tener una doble personalidad.
Según Fido, la canción se inspiro en una chica que conoció en 2006, la cual tenía esas actitudes nombradas en la canción, la cual solía tener una actitud fina con otros, y medio maniática con unos.
La canción fue originalmente entre 2006 y 2007, pero con el tiempo la canción no se llegó a concretar debido a inconveniente, y más porque para ese entonces se estaba de terminar el álbum Sobrenatural, lo cual no se pudo concretar hasta 2011, donde decidió ponerse como el tema número 11 de Perreología.
La Relación con el Camuflaje se debe a que la chica a que se refieren, solía desaparecer luego de conocer alguien, sea más que todo por el nerviosismo que tenía.

## Antecedentes
La canción a pesar de su retraso, fue todo en un éxito global, obteniendo el número 1 en los Rankings de Colombia, Chile y República Dominicana, y el número 10 en Estados Unidos en el Hot Latin Ranking.
Posteriormente se grabaría un remix con Arcángel y De La Ghetto, el cual tuvo más éxito y lograría obtener el número 1 en Puerto Rico durante 2 semanas, fue incluida como material adicional en Perreología.
1. ↑  https://billboard.com.ar/alexis-fido-la-gente-realmente-estaba-esperando-nuestra-musica/
2. ↑  https://los40.com.co/los40/2022/09/08/los40urban/1662594830_107529.html
3. ↑  https://www.fundacionaquae.org/wiki/animales-que-se-camuflan/
4. ↑  https://www.cosmopolitan.com/es/consejos-planes/familia-amigos/g37199289/mejores-canciones-reggaeton/

- Datos: Q125208513